# 6251 Сецуко
6251 Сецуко (6251 Setsuko) — астероїд головного поясу, відкритий 25 лютого 1992 року.
Тіссеранів параметр щодо Юпітера — 3,587.
Названо на честь Сецуко (яп. せつこ(節子) сецуко).